# 畑中美友香
畑中 美友香（はたなか みゆか、1996年6月28日 - ）は、大阪府高槻市出身の元女子サッカー選手。現役時のポジションはディフェンダー。母の畑中恵美子（旧姓久保）も元サッカー選手で日本女子代表の最年少出場記録を持つ。

## 来歴

### ユース
FCヴィトーリア所属の2011年にAFC U-16女子選手権に出場、2試合に出場し優勝を果たす。
大阪府立芥川高校進学後もヴィトーリア所属だったが、2013年にスペランツァFC大阪高槻に加入。開幕戦から先発出場し、高校2年生でレギュラーを勝ち取る。2014年もリーグ戦22試合中21試合に出場し、チャレンジリーグ優勝と1部昇格を果たす。

### シニア
2015年、高校卒業と同時に伊賀FCくノ一に移籍。1年目からリーグ戦フル出場を果たす。
2016年、U-23日本女子代表に招集されラ・マンガU-23女子国際大会でスウェーデン戦に出場。同年はU-20日本女子代表候補にも選ばれていたが、FIFA U-20女子ワールドカップメンバーからは選外となった。
2018年、クラブの副主将に就任。同年3月21日の静岡産業大学磐田ボニータ戦でリーグ通算100試合出場を達成。
2021年よりノジマステラ神奈川相模原に移籍したものの、2021年4月、トレーニング中に負傷し、前十字靭帯損傷、全治約8か月と診断され、シーズンの大半は欠場する運びとなった。
2023年6月15日、8年ぶりにスペランツァ大阪への復帰が発表された。リーグ戦終了後の同年10月14日に2023シーズン限りで退団を発表、同年12月28日に引退を発表した。

## 個人成績

### クラブ
| 国内大会個人成績 | 国内大会個人成績         | 国内大会個人成績 | 国内大会個人成績 | 国内大会個人成績 | 国内大会個人成績 | 国内大会個人成績 | 国内大会個人成績 | 国内大会個人成績 | 国内大会個人成績 | 国内大会個人成績 | 国内大会個人成績 |
| 年度             | クラブ                   | 背番号           | リーグ           | リーグ戦         | リーグ戦         | リーグ杯         | リーグ杯         | オープン杯       | オープン杯       | 期間通算         | 期間通算         |
| 年度             | クラブ                   | 背番号           | リーグ           | 出場             | 得点             | 出場             | 得点             | 出場             | 得点             | 出場             | 得点             |
| 日本             | 日本                     | 日本             | 日本             | リーグ戦         | リーグ戦         | リーグ杯         | リーグ杯         | 皇后杯           | 皇后杯           | 期間通算         | 期間通算         |
| ---------------- | ------------------------ | ---------------- | ---------------- | ---------------- | ---------------- | ---------------- | ---------------- | ---------------- | ---------------- | ---------------- | ---------------- |
| 2013             | スペランツァFC大阪高槻   | 29               | なでしこ         | 18               | 0                | 7                | 0                | 2                | 0                | 27               | 0                |
| 2014             | スペランツァFC大阪高槻   | 2                | チャレンジ       | 21               | 1                | -                | -                | 1                | 0                | 22               | 1                |
| 2015             | 伊賀FCくノ一             | 2                | なでしこ1部      | 24               | 0                | -                | -                | 3                | 0                | 27               | 0                |
| 2016             | 伊賀FCくノ一             | 2                | なでしこ1部      | 18               | 0                | 8                | 0                | 2                | 0                | 28               | 0                |
| 2017             | 伊賀FCくノ一             | 2                | なでしこ1部      | 18               | 1                | 8                | 0                | 2                | 0                | 28               | 1                |
| 2018             | 伊賀FCくノ一             | 2                | なでしこ2部      | 18               | 0                | 8                | 2                | 1                | 0                | 27               | 2                |
| 2019             | 伊賀FCくノ一             | 2                | なでしこ1部      | 18               | 1                | 8                | 0                | 2                | 0                | 28               | 1                |
| 2020             | 伊賀FCくノ一三重         | 2                | なでしこ1部      | 17               | 0                | -                | -                | 1                | 0                | 18               | 0                |
| 2021-22          | ノジマステラ神奈川相模原 | 4                | WE               | 7                | 0                | -                | -                | -                | -                | 7                | 0                |
| 2022-23          | ノジマステラ神奈川相模原 | 4                | WE               | 15               | 0                | 1                | 0                | 2                | 0                | 18               | 0                |
| 2023             | スペランツァ大阪         | 22               | なでしこ1部      | 1                | 0                | -                | -                | 2                | 0                | 3                | 0                |
| 通算             | 日本                     | 日本             | 1部              | 135              | 2                | 32               | 0                | 14               | 0                | 181              | 2                |
| 通算             | 日本                     | 日本             | 2部              | 40               | 1                | 8                | 2                | 4                | 0                | 52               | 3                |
| 総通算           | 総通算                   | 総通算           | 総通算           | 175              | 3                | 40               | 2                | 18               | 0                | 233              | 5                |

- 日本女子サッカーリーグ
  - 初出場 - 2013年3月23日 チャレンジリーグ 第1節 浦和レッズレディース戦 (浦和駒場スタジアム)
  - 初得点 - 2014年9月21日 チャレンジリーグ 第17節 セレッソ大阪堺レディース戦 (高槻市萩谷総合公園サッカー場)
  - 通算100試合出場 - 2018年3月21日 2018プレナスなでしこリーグ2部 第1節 静岡産業大学磐田ボニータ戦 (上野運動公園競技場)
  - 通算150試合出場 - 2020年11月1日 2020プレナスなでしこリーグ1部 第9節 伊賀FCくノ一三重戦 (上野運動公園競技場)

- WEリーグ
  - 初出場 - 2022年3月6日 第12節 大宮アルディージャVENTUS戦 (NACK5スタジアム大宮)

### 代表
- U-16日本女子代表
  - AFC U-16女子選手権2011
- U-17日本女子代表[9]
- U-18日本女子代表
  - 2014年日中韓国際親善サッカー大会（U-18）[20]
- U-19日本女子代表候補[21]
- U-20日本女子代表候補
- U-23日本女子代表
  - 2016年ラ・マンガU-23女子国際大会

## タイトル

### クラブ
- 伊賀FCくノ一
  - なでしこリーグ2部: 1回 (2018)
  - なでしこリーグカップ2部: 1回 (2018)